# Il re e l'impero
Il re e l'impero (titolo originale inglese King and Emperor) è un romanzo fantasy del 1995 scritto da Harry Harrison con Tom Shippey. La sua prima pubblicazione risale al 1995, ed è il terzo libro della trilogia della saga del Martello e della Croce.

## Personaggi
- Shef Sigvarthsson, figlio di Sigvarth
- Hund, liberto amico di Shef, medico
- Thorvin, sacerdote di Thor
- Brand l'Uccisore, vichingo, fedele della Via
- Cwicca, schiavo liberto
- Re Alfred del Regno del Wessex
- Bruno di Reginbald delle Marche, imperatore
- Erkenbert, diacono inglese
- Basilio I il Macedone
- Papa Giovanni VIII
- Abd er-Rahman califfo di Cordova
- Svandis, figlia di Ivar Senz'Ossa
- Thierry il perfecto

## Trama
Shef, Re Unico, è esortato da un seguace di Abd er-Rahman califfo di Cordova ad unirsi nella lotta contro i cristiani, guidati dall'imperatore Bruno. La flotta inglese parte, ma è sconfitta dal fuoco greco degli alleati bizantini dell'imperatore.
Shef si ripara a Septimania, una città ebraica sulla costa meridionale della Francia. Qui Svandis, di cui Shef è innamorato, viene rapita da dei perfecti, che chiedono a Shef, in cambio della libertà della fanciulla, di recuperare per loro la sacra gradale, che non è altro che la scala usata per staccare Gesù dalla croce. Egli vi riesce, causando l'ira dell'imperatore, in quanto anch'egli era sulle tracce della sacra reliquia.
Mentre Shef si ritira a Settimania a subire l'assedio Bruno riesce a recuperare la gradale e a sconfiggere l'esercito musulmano. Quindi si dirige a Roma per scacciare Papa Giovanni VIII ed elegge il Erkenbert, diacono, al soglio papale come Papa Pietro II.
Shef, guidato dalla sua visione, assale Roma, dove avviene l'ultima battaglia fra i due eserciti. L'imperatore muore, Shef viene fatto credere morto, ma invece si ritira a vivere appartatamente presso l'isola di Capri.

## Edizioni
- Harry Harrison, Il re e l'impero, traduzione di Alessandro Zabini, TEA, 2003,  p. 443, ISBN 88-502-0389-6.